# Aberkios

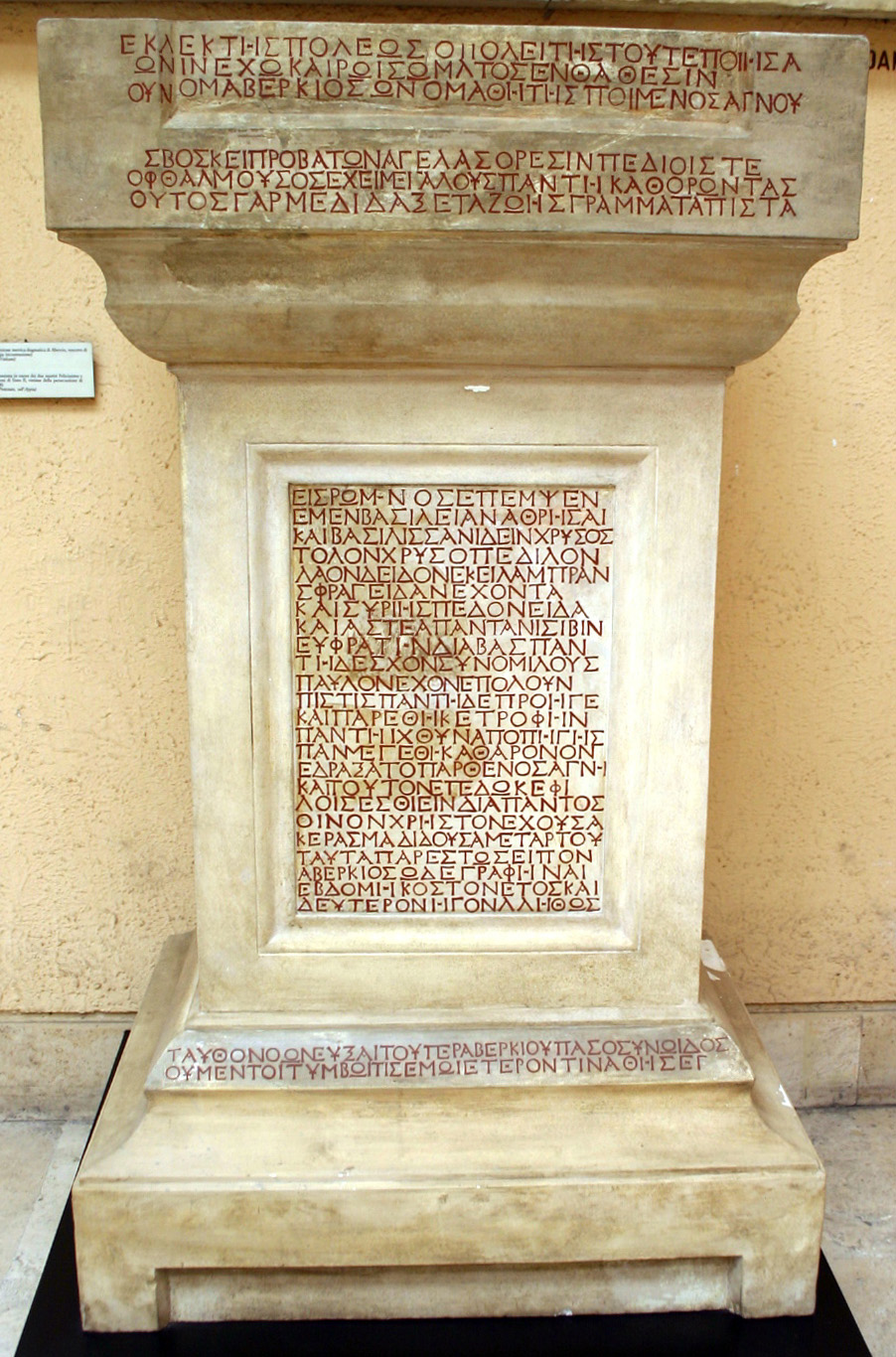
Nachbau des Aberkios-Epitaphs, Museo della Civiltà Romana

Aberkios (griechisch: Αβέρκιος, lateinisch Abercius; gestorben vor 216 in Hieropolis, Phrygia salutaris) war ein hochrangiger Kleriker (vermutlich Bischof) von Hieropolis in der phrygischen Pentapolis, dem heutigen Koçhisar in der türkischen Provinz Afyonkarahisar im Bezirk Sandıklı.

## Leben
Die Identität und die genauen Lebensdaten und -umstände des Aberkios sind in der Forschung immer wieder umstritten gewesen, zumal die späteren Heiligenviten des Aberkios (Vita Abercii des Symeon Metaphrastes bzw. die Acta Sanctorum) die wahren Ereignisse mit allerlei Legendenhaftem ausgeschmückt haben. Selbst die Frage, ob es zu seiner Lebenszeit in seiner Heimat bereits das Amt des Bischofs gab, ist umstritten. Unklar ist außerdem, ob Aberkios identisch ist mit einem Avircius Marcellus, den der spätantike Schriftsteller Eusebius von Caesarea erwähnt, ohne ihn Bischof zu nennen. Dieser Avircius Marcellus soll Eusebius zufolge Autor einer Schrift gegen die Marcioniten gewesen sein, die auf das späte 2. oder das frühe 3. Jahrhundert datiert wird.
Einige Einblicke in das Leben des Aberkios erlaubt seine Grabinschrift (Epitaph). Von diesem Text sind einige Passagen als originale Steininschrift erhalten; der komplette Text wird jedoch auch in seiner Heiligenvita zitiert. Zudem ermöglicht diese Inschrift, die Lebenszeit des Aberkios etwas einzugrenzen, nämlich auf die Zeit vor 216 n. Chr. (sogenannter Terminus ante quem). Aus diesem Jahr stammt nämlich eine andere Grabinschrift, die für einen Alexandros, Sohn des Antonios, errichtet wurde. Die Alexandros-Inschrift zitiert nun mehrere Zeilen aus der Aberkios-Inschrift wörtlich und beweist damit, dass diese zu diesem Zeitpunkt schon existierte.
Bei der Grabinschrift erschwert ihre metaphernreiche, symbolische Sprache eine Rekonstruktion der Biographie; bei den sonstigen Inhalten der Heiligenvita kommt noch der legendenhafte Charakter vieler der genannten Episoden dazu. Aberkios soll im phrygischen Hierapolis Nachfolger des Papias von Hierapolis im Bischofsamt gewesen sein. Diese Zuordnung des Eusebius ist aber wohl irrtümlich, da Aberkios tatsächlich nicht in Hierapolis in der späteren Provinz Phrygia pacatiensis wirkte, sondern in Hieropolis (teilweise auch Hierapolis genannt) in Phrygia salutaris, wo sein Epitaph gefunden wurde. Aberkios habe sich geweigert, römischen Göttern Opfer zu bringen, wodurch er sich viele Feinde geschaffen habe, sodass selbst gläubige Christen ihm zur Flucht geraten hätten. Er habe dann aber Wunder gewirkt und zahlreiche Heiden bekehrt und selbst Kaiser Mark Aurel habe ihn nach Rom gerufen, weil die Tochter des Kaisers von Dämonen besessen gewesen sei. Aberkios sei es dann gelungen, sie zu heilen. Er sei dann nach Syrien und Mesopotamien gereist, um dort zu missionieren, und sei schließlich nach Hieropolis zurückgekehrt, wo Gott dem Greis offenbart habe, dass er bald sterben würde. Daraufhin habe er sich selbst das Grab ausgehoben, habe die Gläubigen zu christlicher Lebensführung ermahnt und sei friedlich gestorben. Aberkios selbst gibt in seiner Grabinschrift sein Alter mit 72 Jahren an.
Einige Elemente der überlieferten Biographie passen gut zu tatsächen historischen Ereignissen, weisen dabei aber auch Ungenauigkeiten auf. So datiert der Rom-Aufenthalt laut der Vita in die Zeit, in der Annia Aurelia Galeria Lucilla und Mark Aurels Mitkaiser Lucius Verus miteinander verlobt waren, also in die Monate oder Jahre vor ihrer Hochzeit im Jahr 163. Gleichzeitig verweist Mark Aurel in dem Brief, mit dem er Aberkios nach Rom einlädt, auf das Erdbeben von Smyrna in den Jahren um 177. Solche Fehler resultierten wohl aus dem zeitlichen Abstand des Vita-Verfassers zu den Ereignissen. Insgesamt ergeben sich aber plausible ungefähre Lebensdaten für Aberkios, wenn er seine Romreise als jüngerer Mann in den 160er oder 170er Jahren unternahm und dann zwischen etwa 190 und 216 n. Chr. im Alter von 72 Jahren starb.

## Aberkiosvita
Lange Zeit die einzige Quelle zu Aberkios war eine griechischsprachige Heiligenvita, die in unterschiedlichen Versionen handschriftlich überliefert ist. Auch eine russische Übersetzung ist bekannt. Am Ende des Textes zitieren alle Versionen den Text der Grabinschrift, von der 1883 tatsächlich zwei originale Steinfragmente gefunden wurden. Bis zu diesem Zeitpunkt war in der Wissenschaft umstritten, ob den Angaben in der Aberkiosvita irgendein historischer Wert zukommt; seit der Entdeckung des steinernen Originals ist ein authentischer Kern der Biographie gesichert. Umstritten ist aber weiterhin die Datierung der Heiligenvita: Einige Forscher wie Reinhold Merkelbach und Thomas Pekáry gehen davon aus, dass der Kern bereits im 2. Jahrhundert und demnach spätestens kurz nach dem Tod des Aberkios entstanden sei. Andere vermuten demgegenüber, dass der gesamte Text erst in der Spätantike zusammengestellt worden sei und man dafür lediglich auf die vor Ort noch zu sehende Aberkiosinschrift sowie gegebenenfalls weitere Inschriften in Hieropolis zurückgegriffen habe.

## Aberkiosinschrift
Von besonderer Bedeutung ist das Epitaph des Aberkios, das sich heute in den Vatikanischen Museen befindet. 1882 fand William Mitchell Ramsay in Kelendres bei Synnada eine Stele, die als Datierung das Jahr 300 der Phrygischen Ära (entspricht 216 n. Chr.) enthält und nahezu wortwörtlich den vorhandenen Fragmenten der Aberkios-Inschrift entspricht, von der zu diesem Zeitpunkt nur der Anfang und das Ende bekannt waren. 1883 fand Ramsay dann in Hieropolis den fehlenden Mittelteil der Inschrift, deren Text ebenfalls textliche Übereinstimmungen mit der Stele des Alexandros aufwies.
Die Inschrift erlaubt einen Einblick in das Leben eines frühen christlichen Klerikers. In der Inschrift nennt Aberkios sich Schüler eines heiligen Hirten, der seine Schafe gehütet habe und der ihn zuverlässiges Wissen gelehrt habe. Dieser Hirte habe ihn nach Rom gesandt, wo er eine prächtige Königin gesehen habe. Danach sei er nach Syrien gereist, wo er Brüder im Glauben angetroffen habe. Er sei mit einem großen Fisch gespeist worden, den eine Jungfrau aus einer Quelle gezogen habe, und man habe ihm den Wein der Tugend und Brot gegeben.

## Verehrung
Aberkios wird in der orthodoxen Kirche als Heiliger verehrt. Sein Gedenktag ist der 22. Oktober.